# Bernard z Offidy
Bernard z Offidy, Dominik Peroni, wł. Domenico Peroni (ur. 7 listopada 1604 w Villa d'Appignano w gminie Ascoli Piceno pod Offidą we Włoszech, zm. 22 sierpnia 1694 w Offidzie) – włoski kapucyn, błogosławiony Kościoła katolickiego.
Urodził się w rodzinie Peranich, jako trzecie z ośmiorga dzieci. Do kapucynów wstąpił mając 22 lata. Śluby zakonne złożył w 1627. Od 1650 pracował klasztorze w Offidzie. Był infirmiarzem i kwestarzem. W swoim życiu wzorował się na św. Feliksie z Cantalice. Już za życia uważany był za świętego za swój stosunek do ubogich, prostotę i pokorę. Zmarł w wieku 90 lat. 

## Kult
Beatyfikował go Pius VI 25 maja 1795.
Jego wspomnienie liturgiczne u oo.kapucynów obchodzone jest 22 sierpnia, a w Offidzie - 23 sierpnia.